# Vooruit (partido político)
O Partido Socialista - Diferente (em holandês: Socialistische Partij Anders, sp.a) é um partido político social-democrata da Flandres, Bélgica.
A exemplo de outros partidos belgas, os socialistas flamengos são os descendentes da secção flamenga do unitário Partido Socialista Belga, que se dividiu em 1978. O seu partido irmão na região francófona é o Partido Socialista.
Ao contrário dos socialistas francófonos na Valónia, os socialistas flamengos são uma força política com muito menos força na Flandres, ficando muito longe da influência eleitoral dos democratas-cristãos, liberais e, recentemente, nacionalistas flamengos.
Apesar disso, o partido tem uma forte influência governativa, sendo parceiro de coligação de diversos governos.
Ideologicamente, ao contrário dos socialistas francófonos, os socialistas flamengos são mais influenciados pela Terceira Via, a exemplo de outros partidos social-democratas europeus, como o Partido Trabalhista.
O partido, a nível internacional, é membro do Partido Socialista Europeu, da Internacional Socialista e da Aliança Progressista.

## Nomes dos Partido
- Partido Socialista Belga (BSP) - 1978 a 1980
- Partido Socialista (SP) - 1980 a 2001
- Partido Socialista - Diferente (sp.a) - 2001 a actualidade

## Resultados eleitorais

### Eleições legislativas

#### Câmara dos Deputados
| Data | Votos   | %          | Deputados | +/- | Status   |
| ---- | ------- | ---------- | --------- | --- | -------- |
| 1978 | 684 976 | 12,4 (3.º) | 26 / 212  |     | Governo  |
| 1981 | 744 593 | 12,4 (4.º) | 26 / 212  | =   | Oposição |
| 1985 | 882 200 | 14,6 (2.º) | 32 / 212  | 6   | Oposição |
| 1987 | 915 432 | 14,9 (3.º) | 32 / 212  | =   | Governo  |
| 1991 | 737 976 | 12,0 (4.º) | 28 / 212  | 4   | Governo  |
| 1995 | 762 444 | 12,6 (3.º) | 20 / 150  | 8   | Governo  |
| 1999 | 593 372 | 9,6 (6.º)  | 14 / 150  | 6   | Governo  |
| 2003 | 979 750 | 14,9 (2.º) | 23 / 150  | 9   | Governo  |
| 2007 | 684 390 | 10,3 (6.º) | 14 / 150  | 9   | Oposição |
| 2010 | 602 867 | 9,2 (5.º)  | 13 / 150  | 1   | Governo  |
| 2014 | 595 486 | 8,8 (6.º)  | 13 / 150  | =   | Oposição |

#### Senado
| Data | Votos     | %          | Deputados | +/- |
| ---- | --------- | ---------- | --------- | --- |
| 1978 | 678 776   | 12,4 (3.º) | 13 / 106  |     |
| 1981 | 732 126   | 12,3 (4.º) | 13 / 106  | =   |
| 1985 | 868 624   | 14,5 (2.º) | 16 / 106  | 3   |
| 1987 | 896 294   | 14,7 (3.º) | 17 / 105  | 1   |
| 1991 | 730 274   | 11,9 (3.º) | 14 / 70   | 3   |
| 1995 | 792 941   | 13,2 (3.º) | 6 / 40    | 8   |
| 1999 | 550 657   | 8,9 (6.º)  | 4 / 40    | 2   |
| 2003 | 1 013 560 | 15,5 (1.º) | 7 / 40    | 3   |
| 2007 | 665 342   | 10,0 (6.º) | 4 / 40    | 3   |
| 2010 | 613 079   | 9,5 (4.º)  | 4 / 40    | =   |

### Eleições regionais

#### Flandres
| Data | Votos   | %          | Deputados | +/- | Status   |
| ---- | ------- | ---------- | --------- | --- | -------- |
| 1995 | 733 703 | 19,5 (3.º) | 26 / 124  |     | Governo  |
| 1999 | 582 419 | 15,0 (4.º) | 20 / 124  | 6   | Governo  |
| 2004 | 799 325 | 19,7 (4.º) | 25 / 124  | 5   | Governo  |
| 2009 | 627 852 | 15,3 (3.º) | 19 / 124  | 6   | Governo  |
| 2014 | 587 903 | 14,0 (4.º) | 18 / 124  | 1   | Oposição |

#### Bruxelas
| Data                                       | Votos  | %          | Deputados | +/- | Status  |
| ------------------------------------------ | ------ | ---------- | --------- | --- | ------- |
| 1989                                       | 11 710 | 2,7 (9.º)  | 2 / 75    |     | Governo |
| 1995                                       | 9 987  | 2,4 (9.º)  | 2 / 75    | =   | Governo |
| 1999                                       | 13 223 | 3,1 (8.º)  | 2 / 75    | =   | Governo |
| Resultados referentes ao distrito flamengo |        |            |           |     |         |
| 2004                                       | 11 052 | 17,7 (3.º) | 3 / 17    | 1   | Governo |
| 2009                                       | 10 085 | 19,5 (2.º) | 4 / 17    | 1   | Governo |
| 2014                                       | 10 450 | 19,5 (2.º) | 3 / 17    | 1   | Governo |

### Eleições europeias

#### Resultados referentes ao colégio flamengo
| Data | Votos   | %          | Deputados | +/- |
| ---- | ------- | ---------- | --------- | --- |
| 1979 | 698 889 | 20,9 (2.º) | 3 / 13    |     |
| 1984 | 979 702 | 28,1 (2.º) | 4 / 13    | 1   |
| 1989 | 733 242 | 20,0 (2.º) | 3 / 13    | 1   |
| 1994 | 651 371 | 17,6 (3.º) | 3 / 14    | =   |
| 1999 | 550 237 | 14,2 (4.º) | 2 / 14    | 1   |
| 2004 | 716 317 | 17,8 (4.º) | 3 / 14    | 1   |
| 2009 | 539 993 | 13,2 (4.º) | 2 / 13    | 1   |
| 2014 | 555 008 | 13,2 (4.º) | 1 / 12    | 1   |